# Emmanuel Gyasi
Emanuel Quartsin Gyasi (Palermo, Italia, 3 de septiembre de 1996) es un futbolista ghanés. Juega de delantero y su equipo es el Palermo F. C. de la Serie B de Italia. Fue internacional absoluto por la selección de Ghana.

## Trayectoria
Debutó profesionalmente el 17 de septiembre de 2014 ante el Savona por la Serie B, durante su préstamo en el Pisa.

## Selección nacional
Debutó por la selección de Ghana el 25 de marzo de 2021 ante Sudáfrica por la clasificación para la Copa Africana de Naciones de 2021, fue empate 1-1.

## Clubes
| Club                            | País   | Año           |
| ------------------------------- | ------ | ------------- |
| Torino F. C.                    | Italia | 2014-2016     |
| A. C. Pisa 1909 (préstamo)      | Italia | 2014-2015     |
| Mantova F. C. (préstamo)        | Italia | 2015          |
| Carrarese Calcio (préstamo)     | Italia | 2015-2016     |
| U. S. Pistoiese 1921            | Italia | 2016          |
| Spezia Calcio                   | Italia | 2016-2023     |
| U. S. Pistoiese 1921 (préstamo) | Italia | 2016-2017     |
| F. C. Südtirol (préstamo)       | Italia | 2017-2018     |
| Empoli F. C.                    | Italia | 2023-presente |
| Palermo F. C. (préstamo)        | Italia | 2025-presente |